# Ulrich Boeder
Ulrich Boeder (* 26. Januar 1968 in Stadthagen) ist ein ehemaliger deutscher Basketballspieler.

## Laufbahn
Boeder nahm mit den Jugend-Auswahlmannschaften des Deutschen Basketball-Bundes an zwei Europameisterschaften und einer Weltmeisterschaft teil. Bei der Kadetten-EM in Bulgarien im August 1985 erzielte der 1,90 Meter große Aufbau- und Flügelspieler 4,2 Punkte je Begegnung. Im folgenden Jahr war er bei der Junioren-EM in Österreich mit 8,7 Punkten pro Turnierspiel fünftbester Korbschütze der BRD-Mannschaft, die Vierter wurde. Er spielte wie im Vorjahr an der Seite von Henning Harnisch und Henrik Rödl. Ende Juli/Anfang August 1987 landete Boeder bei der Junioren-Weltmeisterschaft im italienischen Bormio mit der bundesdeutschen Auswahl auf dem vierten Rang, wiederum zusammen mit Harnisch und Rödl. Boeder erzielte 7,2 Punkte pro Partie, darunter einen wichtigen Treffer in der Endphase der Partie gegen die Sowjetunion, die die Deutschen überraschend gewannen. Böders Höchstleistung bei der Junioren-WM waren 16 Punkte beim Sieg über Taiwan.
Boeder spielte von 1994 bis 1996 für den SV Oberelchingen in der Basketball-Bundesliga. In beiden Spieljahren gelang ihm mit Oberelchingen der Einzug ins Bundesliga-Viertelfinale. Gleichzeitig studierte er Betriebswirtschaftslehre an der Universität Augsburg.